# Jacobo Arenas
Jacobo Arenas (23 janvier 1924, Bucaramanga - 10 août 1990, La Uribe), de son vrai nom Luis Alberto Morantes Jaime, est un idéologue et membre fondateur de la guerilla des FARC en Colombie.

## Biographie
Il travaille comme ouvrier avant de faire son service militaire de deux ans entre 1943 et 1945. Après son retour, il devient membre du parti communiste et travaille dans le domaine du pétrole à Barrancabermeja, avant de rejoindre dans les années 1950 les luttes agraires influencées par le Parti communiste  dans le Tolima. En 1964, devenu membre du comité central du Parti communiste, il participe à la défense que la zone d'autodéfense communiste de Marquetalia (Tolima). Après le succès de l'opération militaire contre cette zone, il participe avec Manuel Marulanda Vélez et Ciro Trujillo au processus fondateur des Forces armées révolutionnaires de Colombie, guérilla qu'il ne quittera plus, devenant l'un de ses dirigeants et son principal idéologue. Il participe aux négociations de paix avec le gouvernement de Belisario Betancur entre 1984 et 1987 (accords de La Uribe) et aurait envisagé de se présenter aux élections présidentielles de 1986 pour l'Union patriotique avant d'y renoncer pour des raisons de sécurité. Il reste l'un des principaux dirigeants des FARC jusqu'à sa mort en 1990.

## Mort et séquelles
Jacobo Arenas meurt le 10 août 1990 d'un cancer ou possiblement assassiné selon les versions. Après la mort d'Arenas ne fut jamais complétement remplacée en tant que chef idéologiques, ce qui fit perdre aux FARC une grandes parties de leurs objectifs politiques et à se lancer dans le trafic de stupéfiants.
Le fils d'Arenas, Francisco Arenas, continua de servir les FARC après la mort de son père. Il dirigea le front Jacobo Arenas, nommé en l'honneur de son père.
Le nouveau chef idéologique des FARC fut, après la mort d'Arenas, Guillermo Sáenz.